# The Guardian (televisieserie)
The Guardian is een Amerikaanse televisieserie die van 25 september 2001 tot 4 mei 2004 werd uitgezonden op CBS. De serie werd ook uitgezonden in het Verenigd Koninkrijk op Hallmark Channel, op Network Ten in Australië en de herhalingen daarvan op Arena. In 2009 werd de serie heruitgezonden op five USA). Begin 2012 werden er in Nederland herhalingen uitgezonden op Net5. In Vlaanderen werd de serie uitgezonden door VTM en daarvoor op TV1.

## Rolverdeling
| Acteur                  | Personage            | Opmerkingen                                                             |
| ----------------------- | -------------------- | ----------------------------------------------------------------------- |
| Simon Baker             | Nick Fallin          |                                                                         |
| Alan Rosenberg          | Alvin Masterson      |                                                                         |
| Wendy Moniz             | Louisa "Lulu" Archer | Ook bekend als Louisa "Lulu" Olsen toen ze getrouwd was met Brian Olsen |
| Charles Malik Whitfield | James Mooney         |                                                                         |
| Raphael Sbarge          | Jake Straka          |                                                                         |
| Dabney Coleman          | Burton Fallin        |                                                                         |
| Denise Dowse            | Judge Rebecca Damsen |                                                                         |
| Kathleen Chalfant       | Laurie Solt          |                                                                         |